# Lelkowiec gujański
Lelkowiec gujański (Setopagis maculosa) – gatunek średniej wielkości ptaka z rodziny  lelkowatych (Caprimulgidae). Występuje endemicznie w Gujanie Francuskiej. Nie był widziany od roku 1917 i posiada status gatunku niedostatecznie rozpoznanego. Nie wyróżnia się podgatunków.

## Morfologia
Skrzydło 139 mm, ogon 112 mm, dziób 8 mm, skok 17,5 mm. Z wierzchu szary i rdzawopłowy. Wierzch głowy pokryty czarnymi paskami, zwężającymi się z tyłu szyi. Pióra na zgięciu skrzydeł posiadają płowoochrowe obrzeżenia, poprzedzone czarnym obszarem. Pokrywy małe I i II rzędu czarne z nieregularnymi kasztanowymi wzorami. Pokrywy średnie i duże podobne, lecz na końcu posiadają plamki o barwie płowej do ochrowopłowej. Lotki I rzędu czarne, cztery najbardziej zewnętrzne posiadają białą plamę w połowie długości. Lotki II rzędu czarne z nieregularnymi kasztanowymi plamami. Boki głowy brązowe. Pokrywy uszne niemalże jednolite, jednak miejscami czarniawe. Broda i górna część gardła czarno-brązowe. Boki gardła białe, oddzielone od pozostałych partii upierzenia otoczką z ochrowopłowych piór o czarnych zakończeniach. Pierś i spód ciała płowe w czarne pasy, podobnie jak i pokrywy podskrzydłowe. Sterówki czarne, zewnętrzna para na chorągiewkach wewnętrznych posiada białą plamę szerokości około 25 mm.

## Status
Od czasu zebrania holotypu w 1917 roku lelkowiec gujański nie był widziany. W 1982 roku w okolicach Saül złapano osobnika mogącego być samicą tego gatunku, w roku 1999 w okolicach tej samej miejscowości obserwowano dwa lelkowce mogące być lelkowcami gujańskimi. Widywano tamże lelkowce o niepewnym statusie, mogące jednak być lelkowcami żałobnymi (Nyctipolus nigrescens). Jedyne pewne miejsce występowania to progi rzeczne Saut Tamanoir na rzece Mana, gdzie odnaleziono holotyp. W związku z niemożliwością ustalenia liczebności i kondycji populacji gatunkowi nadano status gatunku niedostatecznie rozpoznanego (DD, Data Deficient).